# Kirchenkreis Kirchhain
Der Kirchenkreis Kirchhain ist ein Kirchenkreis der Evangelischen Kirche von Kurhessen-Waldeck im Sprengel Marburg, der 30 Gemeinden umfasst. Im Kirchenkreis Kirchhain bestehen 14 Kindertagesstätten in kirchlicher Trägerschaft. Leiter des Kirchenkreises ist Dekan Jens Heller. Sitz des Kirchenkreises ist Cölbe. Die Verwaltung übernimmt das Kirchenkreisamt Kirchhain-Marburg mit Sitz in Marburg. Gemeinsam mit dem kurhessischen Kirchenkreis Marburg und dem Dekanat Biedenkopf-Gladenbach (EKHN) betreibt der Kirchenkreis das Diakonische Werk Marburg-Biedenkopf.

## Gemeinden
Der Kirchenkreis erstreckt sich über die politischen Gemeinden Amöneburg, Cölbe, Kirchhain, Lahntal, Marburg (nur die Stadtteile Bauerbach und Ginseldorf), Münchhausen, Neustadt (ohne Mengsberg), Rauschenberg, Stadtallendorf, Wetter und Wohratal. Zum 1. Januar 2012 wurde er aus dem bisherigen Kirchenkreis Kirchhain und den nördlichen Gemeinden des Kirchenkreises Marburg-Land neu gebildet und besteht nun aus folgenden Kirchengemeinden:
| Kirchengemeinde          | Kooperationsraum        | Kirchengebäude | Pfarramt                                      | Zugehörige Orte                                                    |
| ------------------------ | ----------------------- | --- | --------------------------------------------- | ------------------------------------------------------------------ |
| Albshausen               | Wohratal                | Evangelische Kirche Albshausen | Halsdorf                                      | Albshausen                                                         |
| Amönau                   | Christenberg-Wetter     | Evangelische Kirche Amönau | Amönau                                        | Amönau                                                             |
| Burgholz                 | Wohratal                | Evangelische Kirche Burgholz | Josbach                                       | Burgholz                                                           |
| Cölbe                    | Cölbe-Lahntal           | Evangelische Kirche Cölbe | Cölbe                                         | Cölbe, Bernsdorf                                                   |
| Goßfelden-Sarnau         | Cölbe-Lahntal           | Evangelische Kirche Goßfelden, Evangelische Kirche Sarnau                                                                             | Goßfelden                                     | Goßfelden, Sarnau                                                  |
| Großseelheim             | Ohmtal                  | Evangelische Kirche Großseelheim, Evangelische Kirche Kleinseelheim, Evangelische Kirche Schönbach                                    | Großseelheim (I+II)                           | Großseelheim, Kleinseelheim, Schönbach                             |
| Halsdorf                 | Wohratal                | Evangelische Kirche Halsdorf | Halsdorf                                      | Halsdorf                                                           |
| Hatzbach                 | Wohratal                | Evangelische Kirche Hatzbach | Josbach                                       | Hatzbach, Emsdorf                                                  |
| Herrenwald               | Herrenwald-Schweinsberg | Evangelische Kirche Erksdorf, Evangelische Kirche Neustadt, Evangelische Kirche Speckswinkel, Evangelische Stadtkirche Stadtallendorf | Stadtallendorf (I+II), Speckswinkel, Neustadt | Erksdorf, Momberg, Neustadt, Speckswinkel, Stadtallendorf          |
| Hertingshausen           | Wohratal                | Evangelische Kirche Hertingshausen | Wohra                                         | Hertingshausen                                                     |
| Josbach                  | Wohratal                | Evangelische Kirche Josbach | Josbach                                       | Josbach                                                            |
| Kirchhain-Amöneburg      | Ohmtal                  | Stadtkirche Kirchhain, Martin-Luther-Kirche Kirchhain, Evangelische Kapelle Amöneburg                                                 | Kirchhain (I+II)                              | Kirchhain, Amöneburg                                               |
| Langendorf               | Wohratal                | Evangelische Kirche Langendorf | Wohra                                         | Langendorf                                                         |
| Langenstein-Niederwald   | Ohmtal                  | Jakobskirche Langenstein, Evangelische Kirche Niederwald                                                                              | Langenstein                                   | Langenstein, Niederwald, Stausebach                                |
| Münchhausen              | Christenberg-Wetter     | Evangelische Kirche Münchhausen, Martinskirche Christenberg                                                                           | Münchhausen                                   | Münchhausen                                                        |
| Niederasphe              | Christenberg-Wetter     | Evangelische Kirche Niederasphe | Niederasphe                                   | Niederasphe                                                        |
| Ohmtal-Lahnberg          | Cölbe-Lahntal           | Kreuzkirche Bauerbach, Evangelische Kirche Bürgeln, Evangelische Pfarrkirche Betziesdorf                                              | Bauerbach, Bürgeln                            | Anzefahr, Bauerbach, Betziesdorf, Bürgeln, Ginseldorf, Sindersfeld |
| Rauschenberg-Ernsthausen | Wohratal                | Evangelische Stadtkirche Rauschenberg, Evangelische Kirche Ernsthausen, Elisabethkirche Ernsthausen                                   | Rauschenberg                                  | Ernsthausen, Himmelsberg, Rauschenberg                             |
| Rosphetal-Mellnau        | Christenberg-Wetter     | Evangelische Kirche Mellnau, Evangelische Kirche Oberrosphe, Petruskirche Unterrosphe                                                 | Oberrosphe                                    | Göttingen, Mellnau, Oberrosphe, Unterrosphe                        |
| Schönstadt               | Cölbe-Lahntal           | Martinskirche Schönstadt, Evangelische Kirche Schwarzenborn                                                                           | Schönstadt                                    | Reddehausen, Schönstadt, Schwarzenborn                             |
| Schwabendorf-Bracht      | Wohratal                | Evangelische Kirche Bracht, Hugenotten-Gedächtniskirche Schwabendorf                                                                  | Schwabendorf                                  | Bracht, Schwabendorf, Wolfskaute                                   |
| Schweinsberg             | Herrenwald-Schweinsberg | Stephanskirche Schweinsberg | Schweinsberg                                  | Erfurtshausen, Niederklein, Rüdigheim, Schweinsberg                |
| Simtshausen              | Christenberg-Wetter     | Evangelische Kirche Simtshausen | Niederasphe                                   | Simtshausen, Untersimtshausen                                      |
| Sterzhausen-Caldern      | Cölbe-Lahntal           | Evangelische Kirche Sterzhausen, Nikolaikirche Caldern, Evangelische Kirche Kernbach                                                  | Sterzhausen                                   | Brungershausen, Caldern, Kernbach, Sterzhausen                     |
| Treisbach                | Christenberg-Wetter     | Evangelische Kirche Treisbach | Niederasphe                                   | Treisbach                                                          |
| Warzenbach               | Christenberg-Wetter     | Evangelische Kirche Warzenbach | Amönau                                        | Warzenbach                                                         |
| Wetter                   | Christenberg-Wetter     | Stiftskirche Wetter, Waldenserkirche Todenhausen                                                                                      | Wetter (I+II)                                 | Niederwetter, Todenhausen, Wetter                                  |
| Wohra                    | Wohratal                | Michaelskirche Wohra | Wohra                                         | Wohra                                                              |
| Wolferode                | Wohratal                | Evangelische Kirche Wolferode | Josbach                                       | Wolferode                                                          |
| Wollmar                  | Christenberg-Wetter     | Evangelische Kirche Wollmar | Münchhausen                                   | Wollmar                                                            |

## Lage
Er grenzt im Westen an das Dekanat Biedenkopf-Gladenbach (Evangelische Kirche in Hessen und Nassau) und den Kirchenkreis Marburg, im Norden an den Kirchenkreis Eder, im Osten an den Kirchenkreis Schwalm-Eder (alle drei Kurhessen-Waldeck) und im Süden an das Dekanat Vogelsberg (Hessen-Nassau).

## Kirchenmusik
In den 35 Kirchengemeinden gibt es (Stand 2019) 25 evangelische Posaunenchöre sowie zahlreiche Kirchenchöre. Eine evangelische Sing- und Musikschule besteht in Stadtallendorf. Die zwei Bezirkskantoren für den Kirchenkreis Kirchhain sind Annemarie Göttsche und Peter Groß.